# 非加速通货膨胀失业率
非加速通货膨胀失业率（英语：Non-accelerating inflation rate of unemployment，简写为NAIRU）是在理论上通货膨胀不会上升的最低失业率，一旦失业率降到其以下通货膨胀就会开始增速。它的前身理论是法兰科·莫迪利安尼和卢卡斯·帕帕季莫斯在1975年提出的NIRU（non-inflationary rate of unemployment，非通货膨胀失业率），一个用于完善先前米尔顿·佛利民提出的自然失业这一概念的理论。
以NAIRU理论作为依据的货币政策一般来讲会将经济体中的失业率降到物价上涨刚好不会导致超过政府制定的通货膨胀目标的水平，使得价格可以缓慢且稳定的增长并把失业率保持在一个可以接受的水平。

## 起源
NAIRU的早期概念来自阿巴·勒那的著作，他将其称之为通过扩张总需求达成的“低完全就业”（有别于通过控制价格和工资促进需求而达成的“高完全就业”）。弗里德里希·哈耶克则认为政府对达成完全就业的尝试会加速通货膨胀、引起劳动力的分布和需求的分布的错位并导致新的失业。
在菲利普曲线的流行普及之后，NAIRU的概念开始得到了重视。菲利普曲线通过观察统计许多工业化的混合经济经济体后，发现了失业率和通货膨胀率之间的负相关关系。这一相关性使一些分析者相信政府不可能同时追求低失业率和价格稳定这两个目标，也就是说政府在通胀与就业之间必须做出权衡。
由于1970年代的美国发生了通胀和失业率同时上升的现象（滞胀），并且经济学界普遍认为菲利普曲线的理论依据极其有限，菲利普曲线逐渐失去了追捧。该理论的批评者（如米尔顿·佛利民和埃德蒙·费尔普斯）认为菲利普曲线展现的关系不应被视作为一般均衡的一个基本属性，因其展现的不过是一个实际指标（失业率）和一个名目指标（通胀水平）的关联。他们的论点则是在先前政府使用宏观经济政策（主要指货币政策）的时候，人们对通胀上升产生了预期，使得最终政策的结果是物价的上涨而非失业率的下降。由此，他们的结论便是政府经济政策（至少在货币政策上）不应将目标放在将失业水平降至特定的某个水平之下——而这个水平就是所谓的“自然失业”，或称NAIRU。

### 自然率假设
佛列民的自然率假设即为在任何劳动力市场中必定总是存在一定的结构性失业、个人的摩擦性失业和可能由最低工资法或工会导致的真实工资过高引发的古典失业。预料之外的通胀可能会使得失业降到自然率之下（因为其导致了真实工资的下降），但是一旦人们的通胀预期调整，该效应便会消失。换言之，只有在不断加速的通胀下才能维持低于自然率的失业。

### NAIRU
自然失业率这一概念现今大范围上已被NAIRU所取代。尽管如此，这并没有带来新的理论解释，也不代表这一失业率可以被稳定的预测，亦不代表政府有任何实施特殊的新政策的可能。法兰科·莫迪利安尼和卢卡斯·帕帕季莫斯将非通胀就业率 (NIRU) 定义为通胀预期会下降的就业率，并试图根据收集的数据对其进行估计。 詹姆士·托宾提出选择不同术语的原因是避免“自然”利率概念的主观性。 他还认为，“自然”失业率的概念应该被视为佛列民所描述的，即处于一般均衡的市场（即当经济的所有其他市场出清时）中的失业率。而NAIRU这一概念则是与其他不处于均衡状态的经济状况相兼容的。不过在实际使用中，两词几乎同义。

## 性质
如果NAIRU的值为{\displaystyle U^{*}}而{\displaystyle U}为实际的失业率，那么：
如果几年来{\displaystyle U<U^{*}}，通胀预期便会上升，通胀水平便会上升；
如果几年来{\displaystyle U>U^{*}}，通胀预期便会下降，通胀便会减速（出现反通货膨胀）；
如果{\displaystyle U=U^{*}}，那么除非有外部冲击，通胀率不会改变。

## 延伸阅读
- K Clark and L Summers, ‘Labour Force Participation: Timing and Persistence’ (1982) 49(5) Review of Economic Studies 825
- SP Hargreaves Heap, ‘Choosing the Wrong ‘Natural’ Rate: Accelerating Inflation or Decelerating Employment and Growth?’ (1980) 90(359) Economic Journal 611.
- FA Hayek, ‘Full Employment, Planning and Inflation’ (1950) 4(6) Institute of Public Affairs Review 174
- E McGaughey, 'Will Robots Automate Your Job Away? Full Employment, Basic Income, and Economic Democracy' (2018) SSRN, part 2(1) （页面存档备份，存于）
- Fair, Ray C. . . Cambridge: Harvard University Press. 2004: 67–79. ISBN 0-674-01546-0.
- Lerner, Abba P. . . New York: McGraw-Hill. 1951: 209–219.
- Staiger, Douglas; Stock, James H.; Watson, Mark W. . Journal of Economic Perspectives. 1997, 11 (1): 33–49  [2023-01-01]. JSTOR 2138250. doi:10.1257/jep.11.1.33. （原始内容存档于2015-09-21）.